# はい!からっと横丁
はい!からっと横丁（はい!からっとよこちょう）は、山口県下関市にある遊園地。

## 概要
下関市の関門海峡沿いの埋め立て地であるあるかぽーと地区は、2001年12月に開発計画がスタートして何度も開発計画が立てられ頓挫する状況が繰り返されてきたが、あるかぽーと地区の「公園化」の方針を示した中尾友昭市長の下、東側地区における“短期的な活用”としてアミューズメント施設の誘致を計画。10年の事業用定期借地権を設定し、2011年12月27日から開発事業者を公募、これにグリーンランドやよこはまコスモワールドの企画運営の実績を持つ泉陽興業（大阪府大阪市浪速区）から応募があった（もう1社からも応募があったが、審査直前に辞退）。泉陽興業は「大観覧車を中心とした賑わい空間の創出」事業を提案し、審査を経て同社を事業予定者に決定。その後下関市と泉陽興業の間で調整を進め、2012年12月26日に開発事業の正式調印を実施、整備を進めて2013年9月14日にオープンした。下関市内の遊園地としては1999年に襲来した台風18号による水没被害の影響等で閉鎖した下関マリンランド以来、約14年ぶりとなる。
8000平方メートルの敷地内に高さ60メートル、シースルーゴンドラ4基を含む36基のゴンドラを有する観覧車を中心に、バナナコースターなど11種類の遊戯具を揃える。年間約50万人の集客を目指し、オープン2カ月半で約4万2千人の集客があったという。
敷地の契約期間は10年間で終了し、それに合わせて当施設は2023年10月31日をもって閉園することとなったが、当施設の利用者数と隣接する下関市立しものせき水族館（海響館）の入館者数が相関関係にあり、開業前後で周辺の歩行者通行量が約5倍に増加したことなどから、下関市では将来的にも何らかのアミューズメント機能を持つ施設を方針を掲げており、海響館の増築と関連する形でアミューズメント施設の整備を検討している。これに伴い下関市及び関門海峡対岸の福岡県北九州市近郊からは遊園地が完全に消滅する予定（遊園地のみの施設。観覧車のみに至っては北九州市小倉北区の複合商業施設・チャチャタウン小倉でも営業している。また、同内同区の動物園・到津の森公園にも遊具施設はあるが、観覧車も含め遊具が数種類しかない小規模なものとなっている）。
その後、後継の事業者選定が難航したことを受けて、下関市は泉陽興業との契約期間を3年間延長することを2023年9月11日に発表した。

## 所在地と周辺
所在地
山口県下関市あるかぽーと1番40
はい!からっと横丁の北東側には、下関市立しものせき水族館（海響館）やカモンワーフ、唐戸市場などの観光・商業施設が隣接する。

## アトラクション
- 大観覧車（高さ60m 冷暖房・観光案内タブレット「観覧車ナビ」入り、シースルーゴンドラ4基）
- ファミリー・バナナ・コースター
- シューティングライド 「バトル オブ アビス」
- カード迷路「ぐるり森大冒険」
- メリーゴーラウンド「SEAゴーランド」
- 空中ブランコ「オーシャン・スインガー」
- ロッキングタグ
- 360°超立体シアター「4Dキング」
- マジックバイク
- ダウンタウン（スカッターボール、ブッシェルバスケット、カンショット、ボールドッグス、ゴブレットトス）
- アミューズゾーン「ファンスポット」
- キディライド
- バッテリーカー「GO GO ドライブくん」
- トレジャーコレクション（化石・宝石採り体験）